# Justina Machado
Justina Machado (Chicago, 6 de septiembre de 1972) es una actriz estadounidense de origen puertorriqueño.

## Historia
Su familia se mudó de Puerto Rico a Chicago, donde sus padres se casaron y tuvieron dos hijos, años más tarde sus padres se divorciaron. Su madre se volvió a casar y tuvo 3 hijos, hermanastros de Justina. 
En 1990, terminó el instituto y se fue a Nueva York y pronto le ofrecieron un trabajo como actriz en Los Ángeles gracias en parte a su experiencia en la Latino Chicago Theater Company de adolescente.

## Filmografía
- One Day at a Time (2017) - papel principal
- Jane the Virgin (2017) - papel recurrente
- The Purge: Anarchy (2014)
- Private Practice (2012) - 6 episodios
- Switched at Birth (2011)
- A Thousand Words (2009)
- In the Electric Mist (2009)
- Pedro (2008)
- Breast Pump & Blender (2008)
- Grey’s Anatomy (2008) - 1 episodio
- The Accidental Husband (2008)
- Man Maid (2008)
- I Think I Love My Wife (2007)
- Little Fugitive (2005)
- Torque (2004)
- 1-800-Missing (2003) (TV)
- Six Feet Under (2001) (TV)
- Destino final 2 (2003)
- Full Frontal (2002)
- Dragonfly (2002)
- The Johnny Chronicles (2002) (TV)
- A.I. Inteligencia artificial (2001)
- Sticks (2001)
- Following Paula (2000)
- Swallows (1999)
- The Week That Girl Died (1998)
- She's So Lovely (1997)
- No One Would Tell (1996) (TV)